# Марк Помпоний (трибун 449 пр.н.е.)
Вижте пояснителната страница за други личности с името Марк Помпоний.
Марк Помпоний (на латински: Marcus Pomponius) е политик на Римската република през 5 век пр.н.е.
Произлиза от плебейската фамилия Помпонии, произлизаща от Помпо, син на Нума Помпилий. Вероятно е баща на Марк Помпоний Руф (консулски военен трибун през 399 пр.н.е.).
През 449 пр.н.е. той е народен трибун заедно с още девет колеги.